# Арнольд Джексон
Арнольд Ньюджент Строуд Строуд-Джексон (англ. Arnold Nugent Strode Strode-Jackson; нар. 5 квітня 1891 — пом. 13 листопада 1972) — британський легкоатлет, який спеціалізувався в бігу на середні дистанції.

## Із життєпису
Олімпійський чемпіон-1912 з бігу на 1500 метрів.
Ветеран Першої світової війни.
Входив до складу британської делегації на Паризькій мирній конференції.
Отримав юридичну освіту в Брейсноуз коледжі Оксфордського університету, працював баристером.
Емігрував до США у 1921. Працював мировим суддею та на військових адміністративних посадах.
Набув американського громадянства у 1945.
У 1963, після смерті дружини, повернувся жити до Британії, де помер у 1972.

## Основні міжнародні виступи
| Рік  | Змагання         | Місто     | Місце | Дисципліна |
| ---- | ---------------- | --------- | ----- | ---------- |
| 1912 | Олімпійські ігри | Стокгольм | 1     | 1500 м     |